# Triolet-Verte
Triolet-Verte – grupa górska w Masywie Mont Blanc. Znajduje się na terytorium Francji (departament Górna Sabaudia)  i Włoch (region Dolina Aosty). Na północny zachód od grupy znajduje się francuska dolina Vallée de Chamonix, a na południowy wschód włoska dolina Val Ferret.
W grani głównej, będącej granicą francusko-włoską, grupa ciągnie się od przełęczy Col du Mont Dolent (3485 m) na północnym wschodzie (za przełęczą zaczyna się grupa Argentière w Masywie Mont Blanc) do przełęczy Col de Talèfre (3544 m) za którą zaczyna się grupa Jorasses. Od północnego wschodu są tu m.in. szczyty: Pointe du Domino (3648 m), Aiguille de Triolet (3870 m), Pointe Isabella (3761 m) i Pointe de Papillons (3570 m).
Od szczytu Aiguille de Triolet odchodzą dwie boczne granie:
- na południowy wschód, na stronę włoską, niewielka grań Monts Rouges des Triolet ze szczytami Cima Nord (3435 m), Cima Centrale (3332 m) i Aiguille Rouges de Triolet (3289 m),

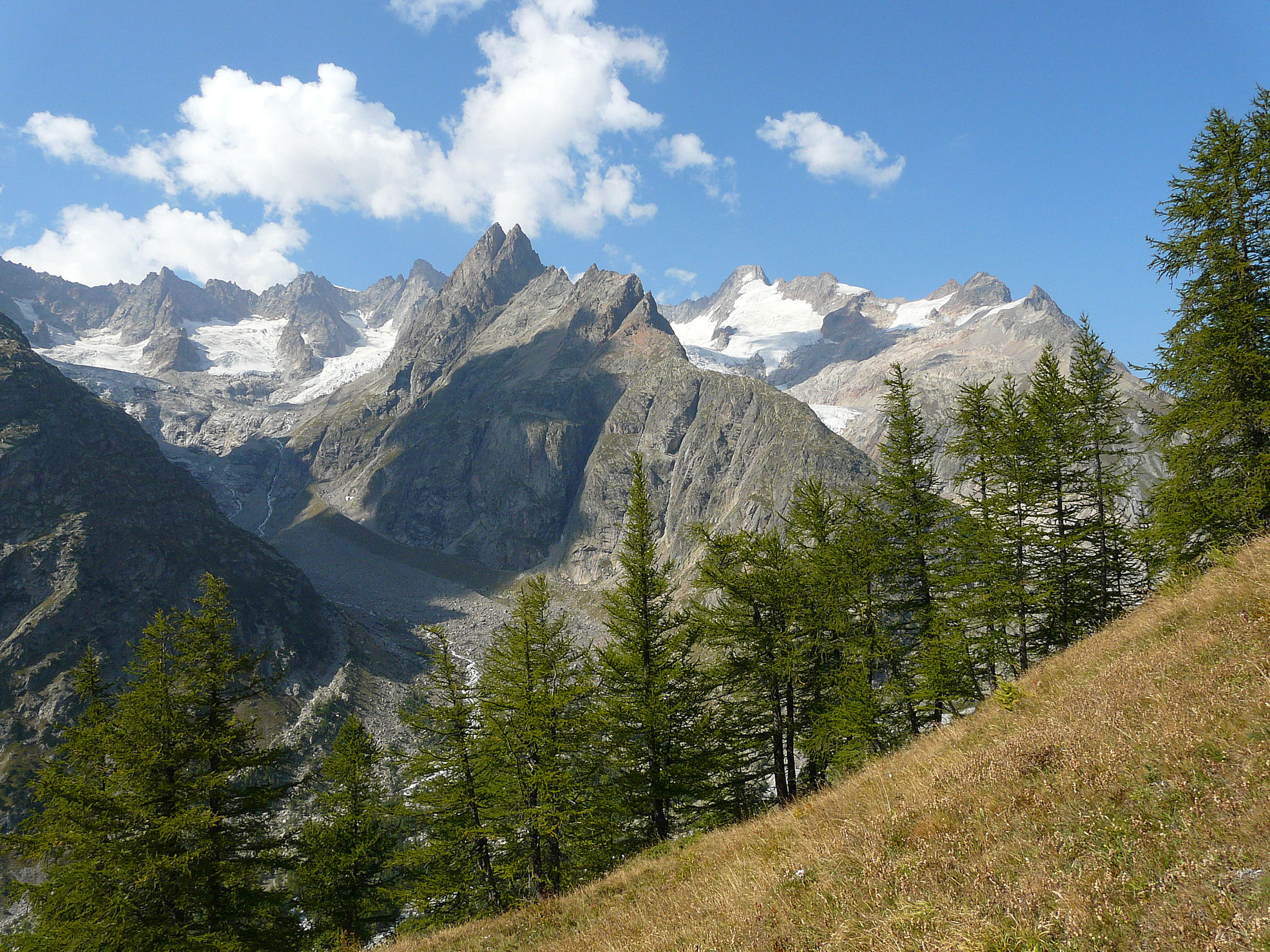
Boczna grań Monts Rouges des Triolet

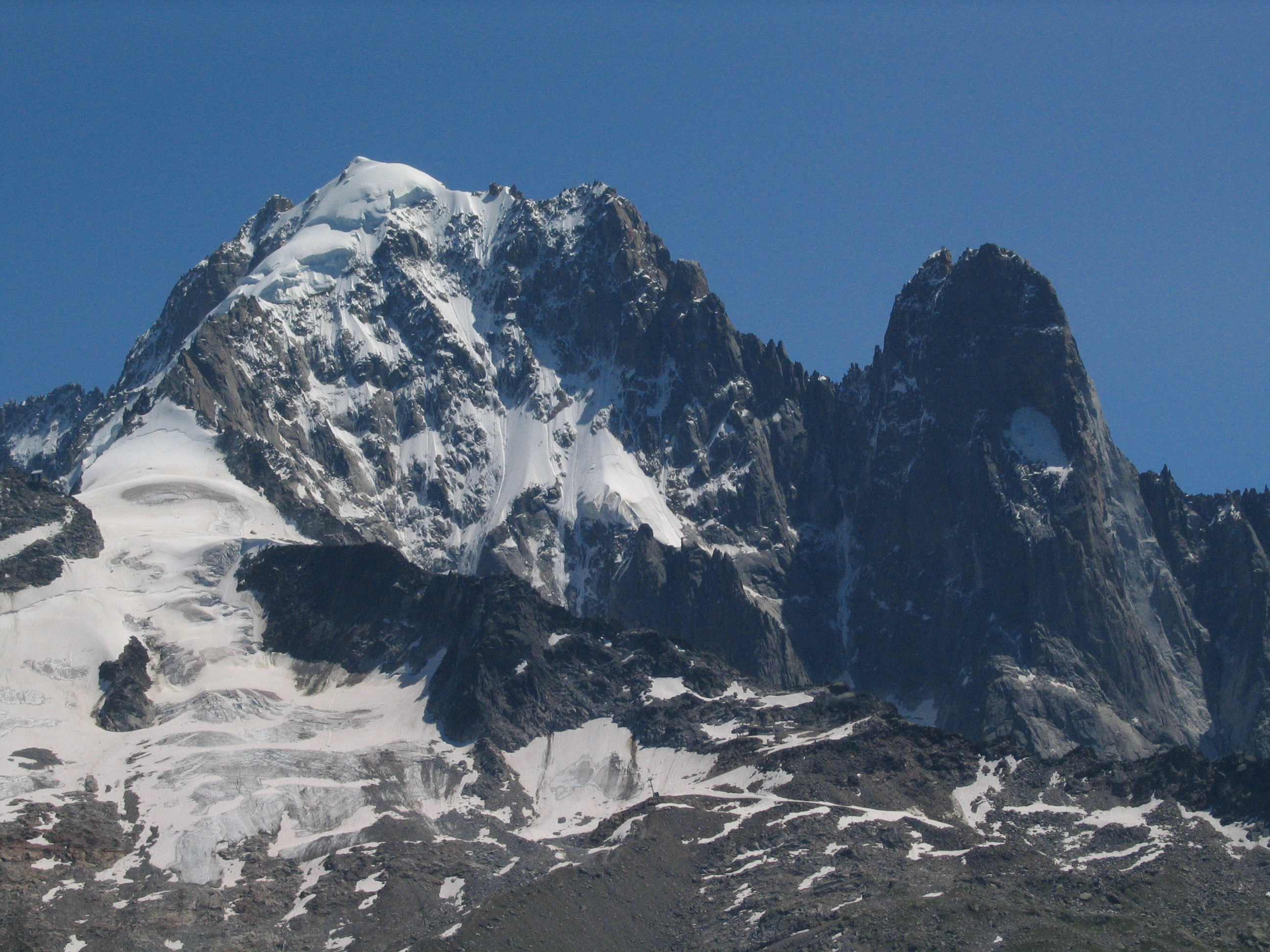
Aiguille Verte i Aiguille du Dru

- Boczna grań Monts Rouges des Triolet Aiguille Verte i Aiguille du Druna północny zachód, na stronę francuską, długa, rozgałęziona grań m.in. ze szczytami: Aiguille qui Remue (3742 m), Aiguille Chenavier (3799 m), Les Courtes (3856 m), Les Droites (4000 m), Aiguille du Jardin (4035 m), Grande Rocheuse (4102 m), Aiguille Verte (4122 m), Aiguille de Grands Montets (3295 m, z górną stacją kolejki linowej),  Aiguille Sans Nom (3982 m), Aiguille du Dru (3754 m) i Le Cardinal (3638 m). Dokładnie grań ta odchodzi z grani głównej od turni Petite Aiguille Occidentale de Triolet (3806 m) leżącej na zachód od głównego szczytu Aiguille de Triolet[5][2][1][3].

Na północnych zboczach grupy Triolet-Verte znajdują się lodowce: Glacier de Argentière, Ghiaccialo di Pré de Bar i Glacier des Rognons, a na południowych Ghiaccialo di Triolet, Glacier de Talèfre, Glacier du Nant Blanc i Mer de Glace.